# Волейбол на летните олимпийски игри 2008
Волейболният турнир на Летните олимпийски игри 2008 се провежда в Пекин между 9 и 24 август 2008. Волейболът се провежда в залата на Пекинския институт по технология и в столичната спортна зала, а плажният волейбол се провежда на терена по плажен волейбол в парка Чаоянг.

## Състезания
Раздават се четири комплекта медала в следните състезания:
- Волейбол мъже (12 отбора)
- Волейбол жени (12 отбора)
- Плажен волейбол мъже (24 отбора)
- Плажен волейбол жени (24 отбора)

## Разпределение на медалите

### Таблица на медалите
| Място | Държава  | Злато | Сребро | Бронз | Общо |
| ----- | -------- | ----- | ------ | ----- | ---- |
| 1     | САЩ      | 3     | 1      | 0     | 4    |
| 2     | Бразилия | 1     | 2      | 1     | 4    |
| 3     | Китай    | 0     | 1      | 2     | 3    |
| 4     | Русия    | 0     | 0      | 1     | 1    |
| Общо  | Общо     | 4     | 4      | 4     | 12   |

### Медалисти
| Дисциплина        | Злато | Сребро | Бронз |
| ----------------- | --- | --- | --- |
| Мъже детайли      | САЩ Лой Бол Шон Руни Дейвид Лий Ричард Ламбърн Уилиам Приди Райън Милър Райли Салмън Томас Хоф Клейтън Стенли Кевин Хансен Гейбриъл Гарднър Скот Тузински                                              | Бразилия Бруно Резенде Марсело Елгартен Андре Хелер Самуел Фушс Жиба Мурило Ендрес Андре Насименто Серджио Сантос Андерсон Родригес Густаво Ендрес Родригао Данте Амарал  | Русия Александър Корнеев Семьон Полтавски Александър Косарев Сергей Гранкин Сергей Тетюхин Вадим Камуцски Юри Бережко Алексей Остапенко Александър Волков Алексей Вербов Максим Михайлов Алексей Кулешов |
| Жени детайли      | Бразилия Валевска Оливейра Каролина Албакърк Мариане Щайнбрехер Паула Пекено Тайса Менезес Елия Соуса Валеска Менезес Фабиана Клаудино Велиса Гонзага Жаклин Карвальо Шейла Кастро Фабиана де Оливейра | САЩ Огона Намани Даниеле Скот-Аруда Таиба Ханееф-Парк Линдзи Берг Стейси Сикора Никол Дейвис Хедър Боун Дженифър Джойнс Ким Глас Робин Ах Моу-Сантос Ким Уилъби Логан Том | Китай Ванг Йимей Фенг Кун Янг Хао Лиу Янан Вей Кию Хсу Юнли Жу Сухонг Жао Руируи Ксу Минг Ли Хуан Жанг На Ма Юнвен                                                                                       |
| Мъже плаж детайли | Тод Роджърс и Фил Далхаузер (САЩ) | Фабио Луис Магалхаес и Марсио Араухо (БРА) | Рикардо Сантос и Емануел Рего (БРА) |
| Жени плаж детайли | Кери Уолш и Мисти Мей-Трейнър (САЩ) | Ванг Жи и Тян Жиа (КИТ) | Жанг Кси и Ксу Чен (КИТ) |